# أحلام التميمي
أحلام التميمي صحفية فلسطينية وأول امرأة تنضم لكتائب الشهيد عز الدين القسام وأسيرة مُحررة. وُلدت في مدينة الزرقاء الأردنية عام 1980 لأب وأم فلسطينيين من قرية النبي صالح شمال محافظة رام الله والبيرة. برزت التميمي بعد نقلها منفذ عملية مطعم سبارو عز الدين المصري إلى المطعم. اعتقلها جيش الاحتلال الإسرائيلي وحكم عليها بالسجن 16 مؤبدًا، لكنها خرجت عام 2011 ضمن صفقة تبادل الأسرى (وفاء الأحرار–شاليط) وأُبعدت إلى الأردن.

## التحصيل العلمي
تلقت أحلام تعليمها المدرسي حتى الثانوية العامة في الأردن، ثم عادت إلى فلسطين لتدرس الصحافة والإعلام في جامعة بيرزيت.

## الحياة العملية
خلال عملها الصحافي الميداني اصطدمت أحلام بواقعٍ مريرٍ وقصصٍ وحكايات مأساوية سبّبها الاحتلال، فقرّرت أن تخطو خطوة أخرى، في الوقت الذي رأى فيها زميلها في كلية الصحافة والإعلام وائل دغلس العضو في كتائب القسام، مناسبةً لتكون معهم.
أصبحت أحلام أول امرأة في كتائب الشهيد عز الدين القسام، ونفّذت أول نشاطٍ لها يوم 27 يوليو 2001 عندما بدأت بالتجوّل في شوارع القدس الغربية. وكانت مهمّتها اختيار وتحديد أماكن لتنفيذ عمليات استشهادية كان عبد الله البرغوثي يخطّط لتنفيذها عقابًا على كل عملية اغتيال.

### عملية مطعم سبارو
في يوم 9 أغسطس 2001 قامت أحلام التميمي بنقل قنبلة برفقة فدائي إلى مطعم سباروا المزدحم في القدس، حيث قام الفدائي بتفجير المتفجرات وأسفرت العملية التفجيرية عن مقتل 15 شخصًا وإصابة أكثر من 120 شخصًا.

## محاكمتها
ألقي القبض عليها وحكمت محكمة إسرائيلية عسكرية عليها بالسجن المؤبّد 16 مرة، أي 1584 عاماً، مع توصية بعدم الإفراج عنها في أية عملية تبادل محتملة للأسرى. وواجهت أحلام الحكم بابتسامة وكلمة وجّهتها للقضاة: «أنا لا أعترف بشرعية هذه المحكمة أو بكم، ولا أريد أن أعرّفكم على نفسي باسمي أو عمري أو حلمي، أنا أعرّفكم على نفسي بأفعالي التي تعرفونها جيداً، في هذه المحكمة أراكم غاضبين، وهو نفس الغضب الذي في قلبي وقلوب الشعب الفلسطيني وهو أكبر من غضبكم، وإذا قلتم إنه لا يوجد لديّ قلبٌ أو إحساس، فمن إذاً عنده قلب، أنتم؟ أين كانت قلوبكم عندما قتلتم الأطفال في جنين ورفح ورام الله والحرم الإبراهيمي، أين الإحساس»

### الإفراج
تم الإفراج عنها ضمن صفقة وفاء الأحرار التي جرت في مصر وضمت 1047 أسيرا فلسطينيًا مقابل الأسير الإسرائليلي جلعاد شاليط، وذلك يوم الثلاثاء 18 أكتوبر 2011، وتم ابعادها إلى الأردن.

## مطالب إعادة تسليمها
- ذكرت صحيفة «يديعوت أحرونوت» في 16 يونيو 2020، أن الولايات المتحدة تدرس فرض عقوبات اقتصادية، وتأخير المساعدات المالية للأردن لحين استجابة الأردن لطلب الولايات المتحدة تسليم التميمي إليها.[6][7]

## طالع أيضًا
- خنساء فلسطين
- فاطمة النجار
- ريم الرياشي
- المرأة في الإسلام
- دارين أبوعيشة

## وصلات خارجية
- الأسيرة القسامية أحلام التميمي، قناة الأقصى، 1 فبراير 2010
- Ahlam Mazen At-Tamimi، المكتب الإعلام لكتائب القسام،
- أحلام التميمي.. طائر الأسر، جريدة الدستور المصرية، 25 يناير 2010
- Roth, Frimet. "A Palestinian Terrorist." (letter to the editor) نيو يورك تايمز. 7 يوليو 2007.
- Roth, Frimet. "Mother of Israeli suicide bombing victim: Do not free my daughter's murderer." هآرتز16 أكتوبر 2011.